# 배드 맘스 크리스마스
《배드 맘스 크리스마스》(영어: A Bad Moms Christmas)는 2017년에 공개된 미국의 크리스마스 코미디 영화로, 존 루커스와 스콧 무어가 각본 및 연출을 맡았다. 2016년 영화 《배드 맘스》의 후속작이다. 영화 줄거리는 전작에 등장한 엄마들 (밀라 쿠니스, 크리스틴 벨, 캐스린 한 분)들이 크리스마스 연휴 기간에 이들을 방문한 그들의 어머니들과 빚는 갈등을 다룬다.
본 촬영은 2017년 5월 조지아주 애틀랜타에서 이뤄졌다. 2017년 11월 1일 미국 내에서 STX 엔터테인먼트를 통해 개봉하였다. 얄팍한 서사와 선정적인 개그가 주로 비판을 받았으며, 상반된 평가와 함께 월드 와이드 수익 1억 3,060만 달러를 거뒀다.

## 줄거리
노고를 제대로 인정받지 못하는 세 엄마 에이미, 키키, 칼라는 엄마들의 슈퍼볼에 해당하는 크리스마스를 맞아 가족들을 위해 완벽한 휴일을 조성해야만 하는 부담에 시달린다. 그 와중에 세 사람의 어머니들이 동시에 방문을 하면서 각자의 어머니를 만족시켜야만 하는 고난이 시작된다.

## 출연
- 밀라 쿠니스 - 에이미 레이먼드 미첼 역
- 크리스틴 벨 - 키키 윌슨 무어 역
- 캐스린 한 - 칼라 던클러 역
- 크리스틴 버랜스키 - 루스 레이먼드 역
- 셰릴 하인스 - 샌디 윌슨 역
- 수전 서랜던 - 아이시스 던클러 역
- 제이 허낸데즈 - 제시 하크니스 역
- 피터 갤러거 - 행크 레이먼드 역
- 저스틴 하틀리 - 타이 스윈들 역
- 우나 로런스 - 제인 미첼 역
- 엠제이 앤서니 - 딜런 미첼 역
- 라일 브러카토 - 켄트 무어 역
- 완다 사이크스 - 상담가 엘리자베스 칼 역
- 아리아나 그린블랫 - 로리 하크니스 역
- 케이드 쿡시 - 잭슨 던클러 역
- 잭스 딘 - 버나드 무어 역
- 매디슨 머플리 - 클레어 무어 역
- 크리스티나 애플게이트 - 궨덜린 제임스 역
- 케니 지 - 본인 역
- 커트 유에이(웨) - 초밥 요리사 역
- 패트릭 R. 워커 - 산타클로스 복장 스트리퍼 클럽 호스트 역
- 매슈 워츨 - 산타클로스 복장 스트리퍼 역
- 필 피어스 - 쇼핑몰 산타클로스 역

## 기타 제작진
- 총괄 제작: 빌 블록, 마크 카민

## 같이 보기
- 크리스마스 영화 목록